# Пельгжимовский, Элиаш
Гальяш Пельгримовский герба Новина ; около 1550 — около 1604) — государственный деятель, военачальник, поэт-панегирист. Был королевским секретарём Стефана Батория. В период Ливонской (Инфлянтской) войны возглавлял конный отряд в 100 человек. В 1581 г. под командованием гетмана Кшиштофа Радзивилла участвовал в походе на Россию. В 1583 г. по поручению Стефана Батория ездил в Москву с посланием и подарками к Ивану IV. В 1586 г. получил должность писаря Великого княжества Литовского и, вероятно, участвовал в подготовке Статута ВКЛ 1588 г.
В своем поэтическом произведении «Беседа одного поляка с москалем», а также дневнике-диариуше «Посольство Льва Сапеги к великому князю московскому» отразил взаимоотношения между ВКЛ и Московским государством в конце XVI — начале XVII в.